# Bahnhof Winterthur Seen
Der Bahnhof Winterthur Seen (467 m ü. M.) ist ein Winterthurer Bahnhof im gleichnamigen Stadtkreis 3 der Stadt Winterthur. Der einfach gebaute Bahnhof ist Endstation von zwei Regionalbuslinien und ein End- und Durchgangsbahnhof für Pendler und Anwohner.
Er verfügt über rollstuhlgängige Wege zu den Perrongleisen und eine rollstuhlgängige Toilette.

## Geschichte

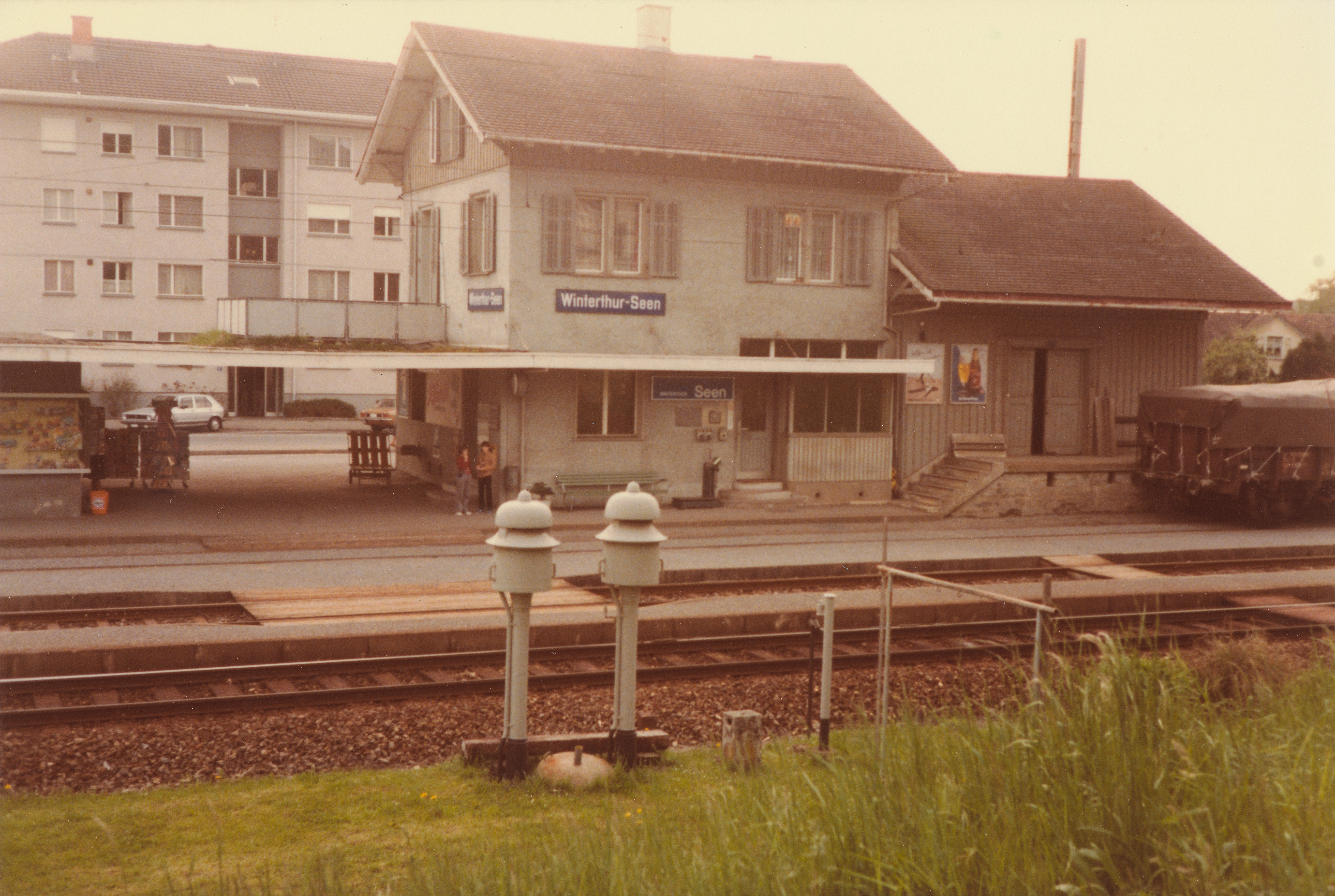
Stationsgebäude mit Güterschuppen Bahnseite (1980)

Der Bahnhof steht an der Tösstallinie von Winterthur Grüze bis Bauma und wurde zusammen mit ihr am 4. Mai 1875 eröffnet. Die Strecke wurde ein Jahr später bis nach Wald verlängert. Das damals erbaute, zweistöckige standardisierte Bahnhofsgebäude steht noch heute. Ab 1882 besass die betreibende Bahngesellschaft auch ein eigenes Gleis bis zum Bahnhof Winterthur. Am 10. Juni 1918 wurde der Bahnhof mitsamt der Strecke verstaatlicht und ging in den Besitz der SBB über. Seither betreibt die SBB die Strecke, die sich vom Bahnhof Winterthur bis nach Rüti erstreckt.
Im Zuge der Elektrifizierung der Tösstallinie wurde das Bahnhofsgebäude 1951 mit einem kleinen Betonvordach geringfügig ausgebaut. In den 1960er-Jahren erfolgte ein Ergänzungsbau mit Platz für Toiletten, Diensträume und einen Kiosk. Anfang der 1990er-Jahre folgte eine umfassende Sanierung und der Bahnhof erhielt erhöhte Perrons sowie eine Unterführung. Eine ebenfalls projektierte mehrstöckige Bahnhofsüberbauung wurde jedoch nicht realisiert.

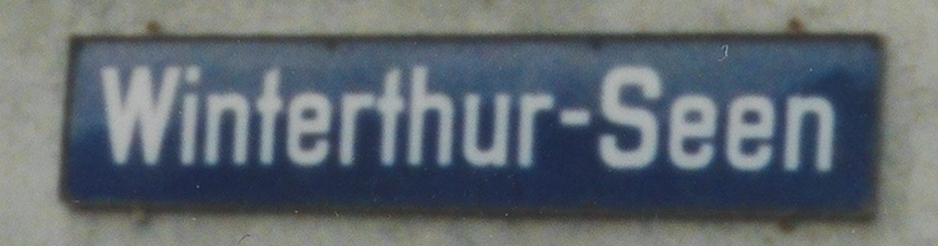
Schreibweise 1995
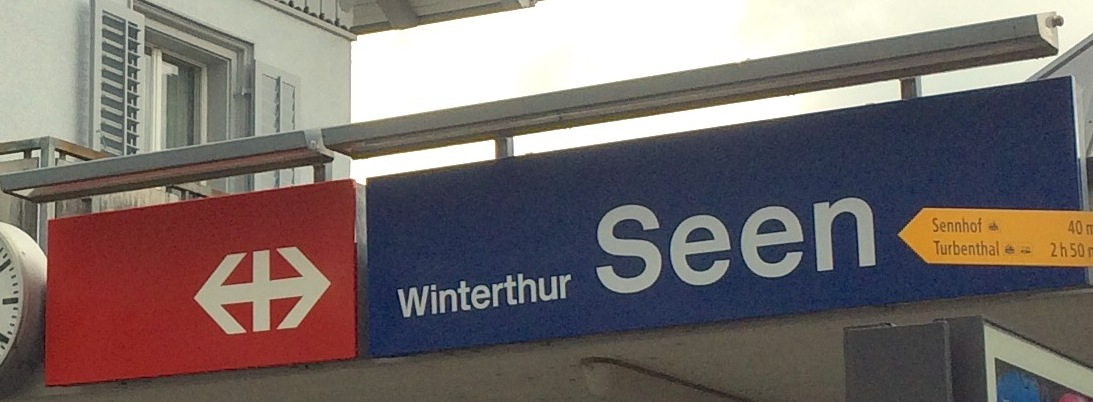
Schreibweise 2016

## Reisezentrum Winterthur Seen
Der Bahnhof  verkaufte bis zu seiner Schliessung im Juni 2019 nationale sowie internationale Billette, Abonnemente und Freizeitangebote. Zudem wurden im Bahnhof Eventtickets von Ticketcorner verkauft. Die SBB boten neben einem Fundservice die Möglichkeit an, mit Western Union Geld zu überweisen, auch Geldwechsel war möglich.

## Nahverkehr

### S-Bahnlinien
Der Bahnhof Winterthur Seen wird von zwei Linien der S-Bahn Zürich bedient. Halbstündlich verkehrt die von Thurbo betriebene S26 zwischen Winterthur und Rüti ZH. Einmal stündlich steht mit der S11 nach Dietikon–Aarau eine schnelle Direktverbindung nach Zürich zur Verfügung.
- S 11 Aarau – Lenzburg – Dietikon – Zürich HB – Stettbach – Winterthur – Seuzach/Sennhof-Kyburg (– Wila)
- S 26 Winterthur – Bauma – Rüti ZH

## Stadtverkehr

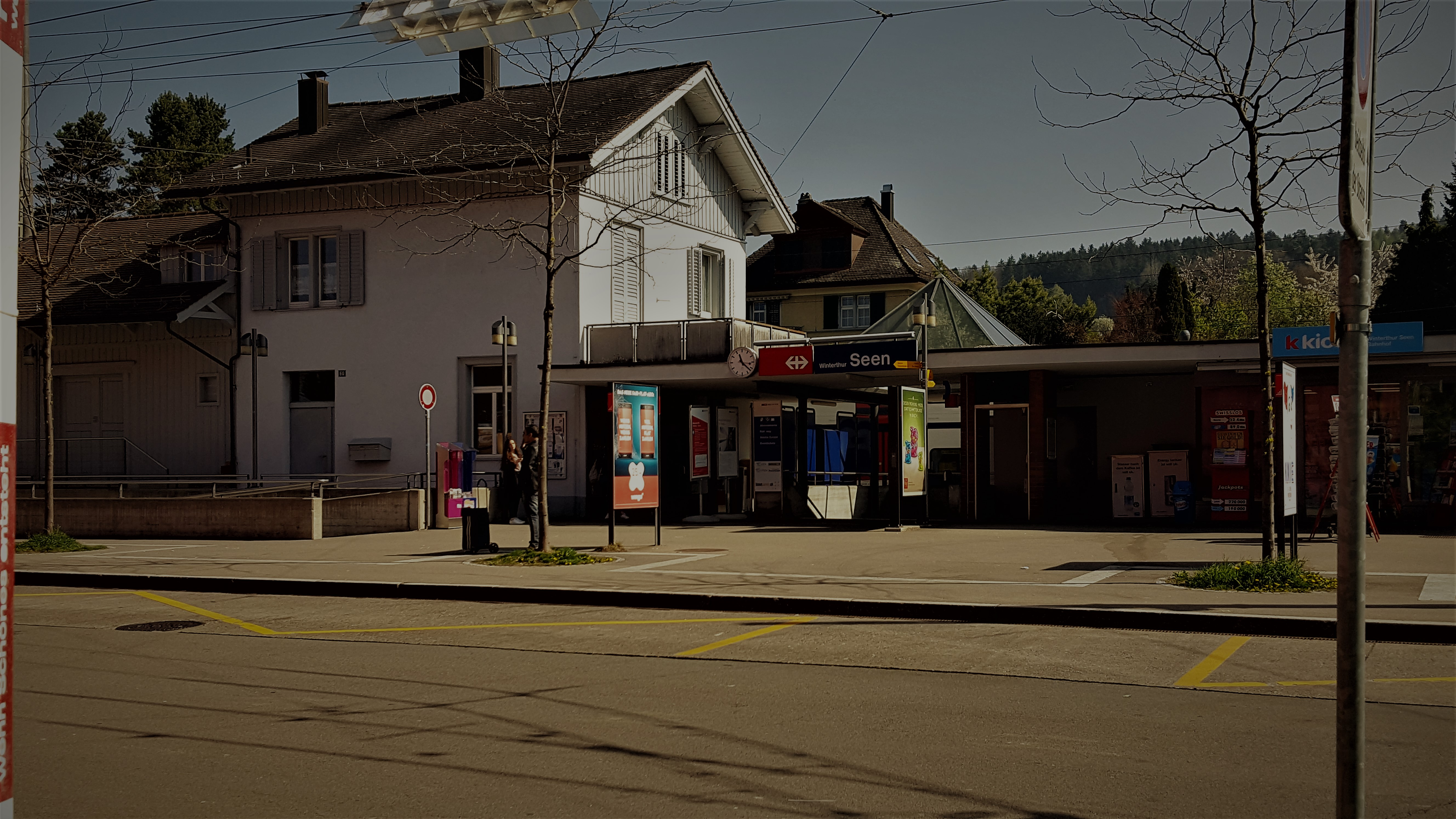
Strassenseite (2017)

### Busstation «Seen»
Dies ist die eigentliche Busstation des Bahnhofs und befindet sich an der Seite des Bahnhofgebäudes. Die Trolleybuslinie 2 und die Autobuslinie 9 des Stadtbus Winterthur verkehren ab Seen und haben dort ihre Endstation.
| Linie | Strecke                          |
| ----- | -------------------------------- |
| 2     | Seen – HB – Wülflingen           |
| 9     | Seen – Klösterli Iberg – Eidberg |

### Busstation «Post Seen»
Rund 150 Meter vom Bahnhof Winterthur Seen entfernt verkehrt die Trolleybuslinie 3 Richtung Oberseen ab der Haltestelle Post Seen.
| Linie | Strecke                   |
| ----- | ------------------------- |
| 3     | Rosenberg – HB – Oberseen |

### Nachtbusse
Am Wochenende fährt der Nachtbus N65 die Station «Post Seen» als Aussteigehalt an.
| Linie | Strecke                             |
| ----- | ----------------------------------- |
| N65   | HB – Waldheim – Eishalle – Oberseen |

## Weblinks

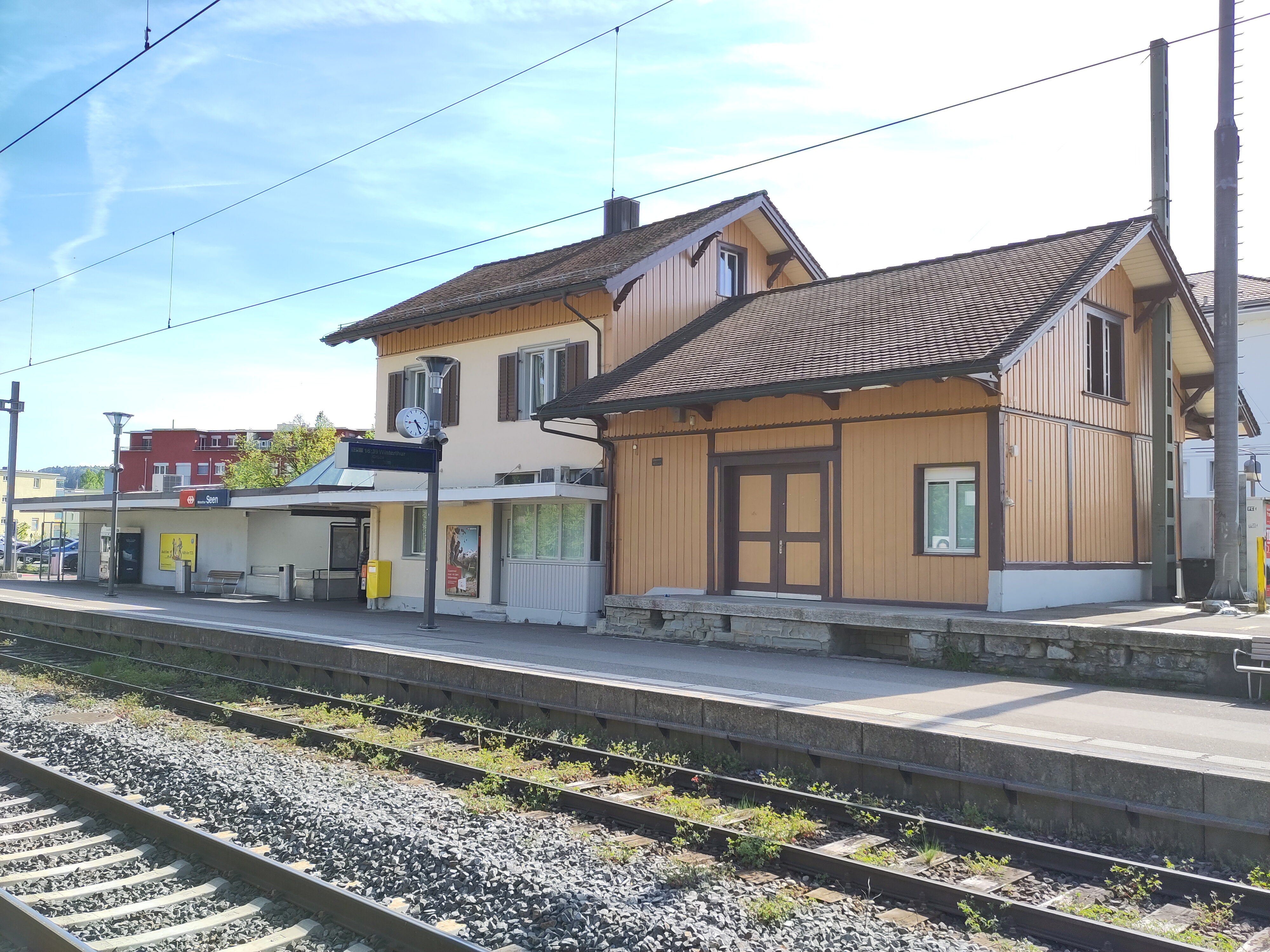
Bahnhof Winterthur Seen (2023)